# You (canción de Vasil Garvanliev)
«You» es una canción del cantante macedonio Vasil Garvanliev. La canción fue escrita y producida por Nevena Neskoska con Alice Schroeder y Kalina Neskoska. También, Javier Lloret de Muller, Darko Dimitrov y Lazar Cvetkovski proporcionaron producción adicional.
«You» fue programada para representar a Macedonia del Norte en el Festival de la Canción de Eurovisión 2020, luego de ser seleccionada internamente por la emisora nacional MRT. Sin embargo, el concurso fue posteriormente cancelado por la pandemia de COVID-19.

## Producción

### Composición
El sencillo, con tres minutos de duración, fue compuesto en inglés por la compositora macedonia Nevena Neskoska junto a Alice Schroeder y Kalina Neskoska. Además de que fueron apoyadas por los productores macedonios Darko Dimitrov y Lazar Cvetkoski quienes también estuvieron a cargo en la producción del álbum.

### Promoción
El 8 de marzo de 2020 se estrenó oficialmente un vídeo musical de «You» en el canal de YouTube oficial de Eurovisión. El vídeo fue dirigido por Milena Vitman y producido por Jellmaz Dervishi, mientras que fue editado y grabado por Gjorgi Vacev. Visualmente, tiene un mensaje de una «invitación a que todos se conecten, se abran, bailen y celebren el momento».

## En el Festival de la Canción de Eurovisión
El Festival de la Canción de Eurovisión 2020 fue programado para celebrarse en Róterdam, Países Bajos; con dos semifinales el 12 y 14 de mayo de 2020 y la gran final el 16 de mayo de 2020. El 28 de enero de 2020 se llevó a cabo un concurso de asignación que colocó a cada país en una de las dos semifinales, así como en qué mitad del espectáculo actuarían. Macedonia del Norte pasó a la primera semifinal, que se celebraría el 12 de mayo de 2020, y estaba previsto que actuaría en la primera mitad del espectáculo. En marzo de 2020, finalmente la Unión Europea de Radiodifusión canceló el concurso debido a la pandemia de COVID-19.